# Abigail Lindo
Abigail Lindo (Londres, 3 de agosto de 1803 — Londres, 28 de agosto de 1848) foi uma lexicógrafa e escritora britânica. Abigail foi a primeira judia britânica a compilar um dicionário hebraico.